# Barnaba Pannilini
Barnaba Pannilini, noto anche come Barnaba Senese (Siena, 1399 – dopo il 1446), è stato un letterato, politico e diplomatico italiano della Repubblica di Siena.

## Biografia
Nato nel 1399, figlio dell'imprenditore tessile Nanni di Barna, fu fine umanista, protagonista della scena culturale e politica della Siena del XV secolo. Secondo Giovanni Marrasio, Pannilini fu precursore degli humanitatis studia a Siena.
Di lui rimane una ricca silloge di epistole latine databile alla metà degli anni 1440, fondamentale per ricostruire le vicende storico-politiche senesi e le origini in città dell'umanesimo. Tra i corrispondenti si annoverano: Andreoccio Petrucci, Enea Silvio Piccolomini, Leonardo Bruni, Francesco Filelfo, Agostino Dati, Antonio Pacini, Antonio Pessina, Porcelio Pandone.
Attivo in politica, fu membro del Consiglio del popolo nel 1423, podestà di Abbadia San Salvatore nel 1425, castellano a Radicofani nel 1427, più volte priore a Siena (1428, 1433, 1442, 1446), camerlengo dei Paschi (1441-1442) e scrittore del vino (1445). Fu anche impegnato in missioni diplomatiche e ambascerie, spesso insieme all'amico Andreoccio Petrucci.
L'ultima attestazione di Pannilini in vita è del 1446; morì prima del 1465, anno in cui è ricordato come già deceduto.